# Важин-Кмеци
Важин-Кмеци (пол. Warzyn Kmiecy) — село в Польщі, у гміні Серпць Серпецького повіту Мазовецького воєводства.
Населення — 87 осіб (2011).
У 1975-1998 роках село належало до Плоцького воєводства.

## Демографія
Демографічна структура станом на 31 березня 2011 року:
|          | Загалом | Допрацездатний вік | Працездатний вік | Постпрацездатний вік |
| -------- | ------- | ------------------ | ---------------- | -------------------- |
| Чоловіки | 44      | 6                  | 29               | 9                    |
| Жінки    | 43      | 7                  | 25               | 11                   |
| Разом    | 87      | 13                 | 54               | 20                   |